# Place de Brouckère
Place de Brouckère é uma praça em Bruxelas.